# شماره ۴ (آلبوم)
شماره ۴ (به انگلیسی: № 4) آلبومی از استون تمپل پایلتس است که در سال ۱۹۹۹ میلادی منتشر شد.
در سال ۲۰۰۰ فروش آلبوم شمارهٔ ۴ از ۱/۰۰۰/۰۰۰ نسخه عبور کرد و از انجمن صنعت ضبط آمریکا گواهی پلاتینیوم دریافت کرد

## بازخورد
استیون توماس ارلواین از آل‌میوزیک با دادن ۴ از ۵ ستاره، ترانه‌های «پایین» و «بهشت و میله‌های داغ» را ستود. راب برونر در انترتینمنت ویکلی با اختصاص دادن درجهٔ C، شمارهٔ ۴ را آلبومی معمولی و بدون هیجان دانست. او قطعه‌های «پایین» و «چاره‌ای نیست» را از مُد افتاده و ترانهٔ «آتلانتا» را پُر فیس و اِفاده توصیف کرد. برونر ترانه‌های «سکس و خشونت» و «پرونو» را به‌سختی اوریجینال و شبیه دیوید بویی اما خوش‌ساخت دانست.
لورین علی در رولینگ استون امتیاز ۳ از پنج را به آلبوم داد و ترانه‌ها را «قطعه‌های پاپ راک قوی اما فاقد خودآگاهی آثار قبلی گروه» خواند. اِم تای کامر در ماهنامهٔ سی‌ام‌جی نیو میوزیک آلبوم را قوی و منسجم دانست و گوش کردن قطعه‌های «بهشت و میله‌های داغ»، «کلیسا در روز سه‌شنبه»، «دختر کج‌خلق» و «چاره‌ای نیست» را به خوانندگانش توصیه کرد.
| بررسی انتقادی                 | بررسی انتقادی |
| منبع                          | رتبه‌بندی      |
| ----------------------------- | ------------- |
| AllMusic                      | [ ۲ ]         |
| Christgau's Consumer Guide    | [ ۶ ]         |
| The Daily Vault               | B+            |
| Encyclopedia of Popular Music | [ ۸ ]         |
| Entertainment Weekly          | C             |
| NME                           | ۱/۵           |
| Popmatters                    | ۶/۵/۱۰        |
| Rolling Stone                 | [ ۴ ]         |
| The Rolling Stone Album Guide | [ ۱۱ ]        |
| Spin                          | ۵/۱۰          |

## فهرست قطعه‌ها
| شماره      | نام                   | نویسنده(ها)                      | مدت   |
| ---------- | --------------------- | -------------------------------- | ----- |
| ۱.         | «پایین»               | اسکات وایلند، رابرت دلیو         | ۳:۵۰  |
| ۲.         | «بهشت و میله‌های داغ»  | وایلند، دین دلیو                 | ۳:۲۴  |
| ۳.         | «پرونو»               | وایلند، رابرت دلیو               | ۳:۱۴  |
| ۴.         | «کلیسا در روز سه‌شنبه» | وایلند، دین دلیو                 | ۳:۰۰  |
| ۵.         | «دختر کج‌خلق»          | وایلند، دین دلیو                 | ۴:۱۸  |
| ۶.         | «چاره‌ای نیست»         | وایلند، برادران دلیو و اریک کرتز | ۴:۲۰  |
| ۷.         | «سکس و خشونت»         | وایلند، رابرت دلیو               | ۲:۵۲  |
| ۸.         | «سُریدن»               | وایلند، رابرت دلیو               | ۴:۵۹  |
| ۹.         | «هواتو دارم»          | وایلند، رابرت دلیو               | ۴:۱۶  |
| ۱۰.        | «اِم‌سی‌فایو»            | وایلند، دین دلیو                 | ۲:۴۲  |
| ۱۱.        | «آتلانتا»             | وایلند، دین دلیو                 | ۵:۱۹  |
| مجموع مدت: | مجموع مدت:            | مجموع مدت:                       | ۴۲:۱۷ |

| ترانهٔ اضافی نسخهٔ ژاپن | ترانهٔ اضافی نسخهٔ ژاپن | ترانهٔ اضافی نسخهٔ ژاپن |
| شماره                 | نام                   | مدت                   |
| --------------------- | --------------------- | --------------------- |
| ۱۲.                   | «پایین (اجرای زنده)»  | ۳:۵۸                  |

## موقعیت در جدول‌های فروش موسیقی

### آلبوم
| جدول (۱۹۹۹ - ۲۰۰۰)                              | بالاترین جایگاه |
| ----------------------------------------------- | --------------- |
| آلبوم‌های استرالیایی (ای‌آرآی‌ای)                  | ۲۱              |
| آلبوم‌های آلمانی (۱۰۰ آلبوم برتر رسمی)           | ۴۱              |
| آلبوم‌های کانادایی (بیلبورد)                     | ۵               |
| آلبوم‌های نیوزیلندی (آرام‌ان‌زد)                   | ۳۳              |
| آلبوم‌های اسکاتلندی (شرکت جدول‌های رسمی)          | ۸۲              |
| آلبوم‌های بریتانیا (آفیشارل چارتس)               | ۱۰۱             |
| جدول‌های آلبوم‌ها و تک‌آهنگ‌های راک و متال بریتانیا | ۴               |
| بیلبورد ۲۰۰ ایالات متحده آمریکا                 | ۶               |

### تک‌آهنگ‌ها
| سال  | تک‌آهنگ               | ترانه‌های داغ راک جریان اصلی | ترانه‌های راک مدرن | ۴۰ ترانه داغ بزرگسالان | بیلبورد هات ۱۰۰ |
| ---- | -------------------- | --------------------------- | ----------------- | ---------------------- | --------------- |
| ۱۹۹۹ | «پایین»              | ۵                           | ۹                 |                        | ۱۰۷             |
| ۲۰۰۰ | «بهشت و میله‌های داغ» | ۱۷                          | ۳۰                |                        |                 |
| ۲۰۰۰ | «چاره‌ای نیست»        | ۱۷                          | ۲۴                |                        |                 |
| ۲۰۰۰ | «دختر کج‌خلق»         | ۴                           | ۳                 | ۳۷                     | ۷۸              |

### گواهینامه‌های فروش
| منطقه                             | گواهی     | واحد گواهی‌شده/فروش |
| --------------------------------- | --------- | ------------------ |
| کانادا (میوزیک کانادا)            | پلاتینیوم | ۱۰۰٬۰۰۰^           |
| ایالات متحده (آرآی‌ای‌ای)           | پلاتینیوم | ۱۰۰۰٬۰۰۰^          |
| ^ رقم توزیع تنها بر پایهٔ گواهی‌ها. |           |                    |